# Rush (serial telewizyjny)
Rush – amerykański serial medyczny  wyprodukowany przez Fox 21. Twórcą serialu jest Jonathan Levine. Premierowy odcinek serial został wyemitowany 17 lipca 2014 roku przez USA Network.
2 października 2014 roku, stacja USA Network anulowała serial po jednym sezonie 
W Polsce serial był emitowany od 1 października 2014 roku.

## Fabuła
Serial opowiada o lekarzu Williamie Rushu, który nie pracuje w szpitalu, a swoje usługi lekarskie świadczy dyskretnie ludziom w Hollywood. Dzięki dobrze płatnej pracy może imprezować.

## Obsada
- Tom Ellis jako dr. William Rush[3]
- Sarah Habel jako Eve, asystentka Rusha
- Odette Annable jako Sarah
- Larenz Tate jako dr Alex Thomas, najlepszy przyjaciel Rusha[4]

### Role drugoplanowe
- Rachel Nichols jako  Corrin, żona Warrena[5]
- Harry Hamlin jako Warren, ojciec Rusha[5]

## Odcinki
| Sezon | Sezon | Odcinki | Oryginalna emisja USA Network | Oryginalna emisja USA Network | Oryginalna emisja Seriale+ | Oryginalna emisja Seriale+ | Oryginalna emisja Seriale+ |
| Sezon | Sezon | Odcinki | Premiera sezonu               | Finał sezonu                  | Premiera sezonu            | Finał sezonu               |                            |
| ----- | ----- | ------- | ----------------------------- | ----------------------------- | -------------------------- | -------------------------- | -------------------------- |
|       | 1     | 10      | 17 lipca 2014                 | 18 września 2014              | 1 października 2014        | 3 grudnia 2014             |                            |

### Sezon 1 (2014)
| Nr | Tytuł                 | Reżyseria       | Scenariusz                    | Premiera USA Network | Premiera Seriale+    |
| -- | --------------------- | --------------- | ----------------------------- | -------------------- | -------------------- |
| 1  | Pilot                 | Jonathan Levine | Jonathan Levine               | 17 lipca 2014        | 1 października 2014  |
| 2  | Don't Ask Me Why      | Deran Sarafian  | Jonathan Levine, Craig Wright | 24 lipca 2014        | 8 października 2014  |
| 3  | Learning To Fly       | Alex Zakrzewski | Adam E. Fierro                | 31 lipca 2014        | 15 października 2014 |
| 4  | We Are Family         | Bill Johnson    | Matt Pyken                    | 7 sierpnia 2014      | 22 października 2014 |
| 5  | Where Is My Mind?     | David Barrett   | Michael Rochford              | 14 sierpnia 2014     | 29 października 2014 |
| 6  | You Spin Me Round     | David Straiton  | Lisa Randolph                 | 21 sierpnia 2014     | 5 listopada 2014     |
| 7  | Because I Got High    | Jason George    | Paul Edwards                  | 28 sierpnia 2014     | 12 listopada 2014    |
| 8  | Get Lucky             | Elodie Keene    | Kathryn Borel                 | 4 września 2014      | 19 listopada 2014    |
| 9  | Dirty Work            | Allan Kroeker   | Adam E. Fierro, Matt Pyken    | 11 września 2014     | 26 listopada 2014    |
| 10 | Bitter Sweet Symphony | Deran Sarafian  | Adam Fierro, Matt Pyken       | 18 września 2014     | 3 grudnia 2014       |